# Cuadrilátero armónico

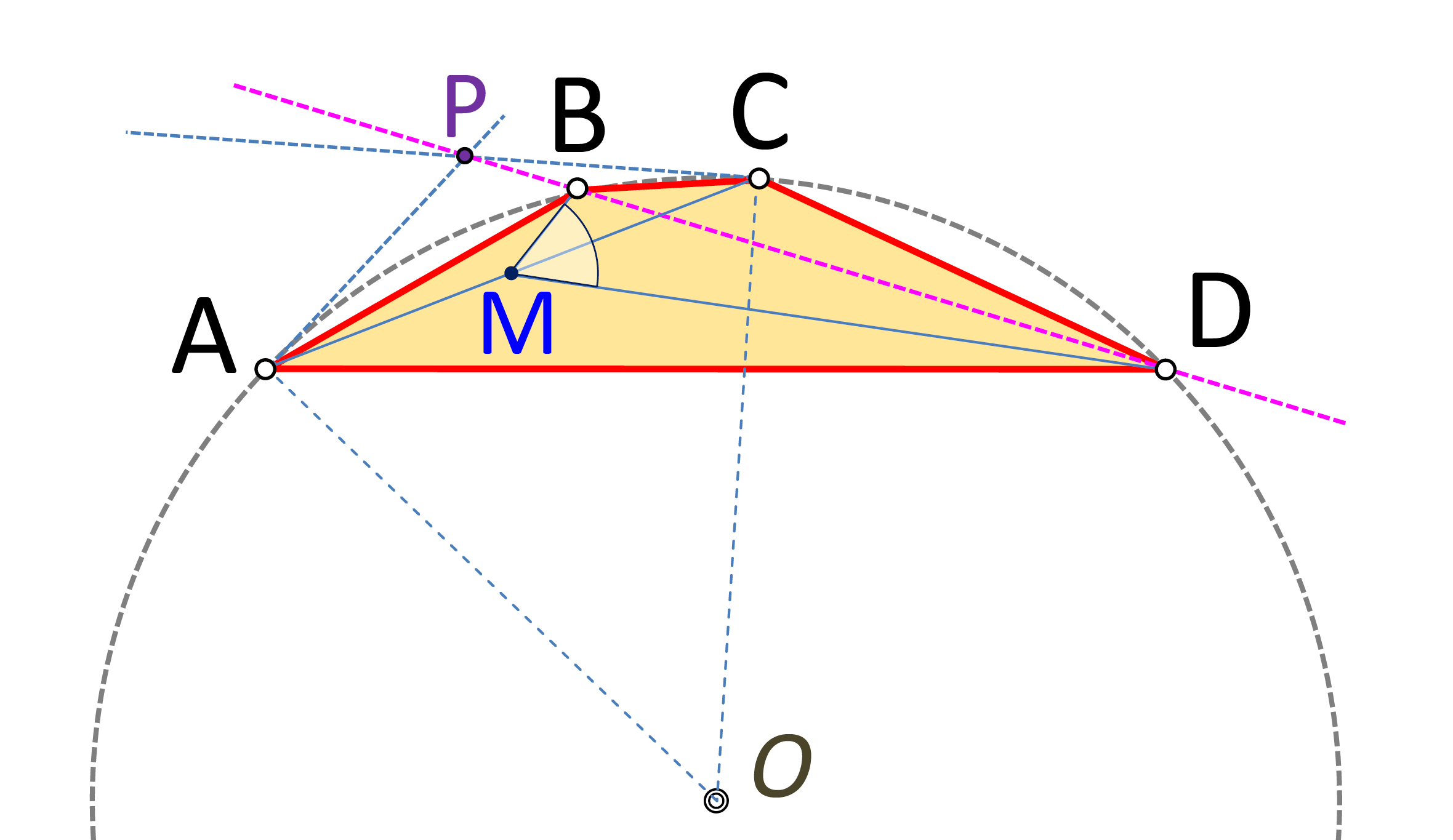
Cuadrilátero armónico cíclico de lados AB=8; BC=4 ; CD=10; y DA=20. El radio de la circunferencia circunscrita es de aproximadamente 13,855

En geometría euclídea, un cuadrilátero armónico o cuadrángulo armónico, es un cuadrilátero que puede inscribirse en una circunferencia (cuadrilátero cíclico) en el que los productos de las longitudes de los lados opuestos son iguales. Tiene varias propiedades importantes. 

## Propiedades
Sea ABCD un cuadrilátero armónico y M el punto medio de la diagonal AC. Entonces: 
- Las tangentes a la circunferencia circunscrita en los puntos A y C y la línea recta BD se cruzan en un mismo punto o son paralelas entre sí.
- Los ángulos ∠BMC y ∠DMC son iguales.
- Las bisectrices de los ángulos de B y D se cruzan en la diagonal AC .
- Una diagonal BD del cuadrilátero es una simediana de los ángulos en B y D en los triángulos ∆ABC y ∆ADC.

## Cuadriláteros armónicos diametrales
Es posible construir cuadriláteros armónicos, de forma que el mayor de los cuatro lados coincida con un diámetro de la circunferencia circunscrita. A continuación se ilustran el caso general y dos casos sencillos:

### Caso general
Dado un vétice no diametral, para calcular las coordenadas del segundo vértice no diametral, es necesario efectuar los cálculos siguientes: 
| Dada una circunferencia de radio 1, se sitúa el lado largo del cuadrilátero armónico sobre el diámetro horizontal. Para calcular los otros dos vértices que definen el cuadrilátero armónico, se definen los parámetros siguientes: {\displaystyle \beta }: ángulo que fija el primer vértice {\displaystyle k_{x},k_{y}}: coordenadas del primer vértice ({\displaystyle k_{x}=\cos \beta } y {\displaystyle k_{y}=\sin \beta }) {\displaystyle L}: longitud del primer lado {\displaystyle \alpha }: ángulo para calcular el segundo vértice {\displaystyle (P)} {\displaystyle c,s}: coordenadas del segundo vértice {\displaystyle (P)} ({\displaystyle c=\cos \alpha } y {\displaystyle s=\sin \alpha }) {\displaystyle L_{1}}: longitud del segundo lado {\displaystyle L_{2}}: longitud del tercer lado La condición de que se trate de un cuadrilátero armónico, es que coincida el producto de las longitudes de los lados opuestos. Teniendo en cuenta que el lado que coincide con el diámetro de la circunferencia mide 2: {\displaystyle L*L_{2}=2*L_{1}} Expresando estas longitudes en función de los parámetros anteriores, se tiene que: {\displaystyle L={\sqrt {(1-k_{x})^{2}+k_{y}\,^{2}}}} ; {\displaystyle L_{1}={\sqrt {(c+k_{x})^{2}+(s-k_{y})^{2}}}} ; {\displaystyle L_{2}={\sqrt {(1-c)^{2}+s^{2}}}} | Sustituyendo en la primera ecuación del producto de las longitudes de los lados opuestos, y elevando ambos términos al cuadrado para eliminar las raíces: {\displaystyle (L*L_{2})^{2}=(2*L_{1})^{2}} {\displaystyle (1+k_{x}\,^{2}-2k_{x}+k_{y}\,^{2})(1+c^{2}-2c+s^{2})=4(c^{2}+k_{x}\;^{2}+2ck_{x}+s^{2}+k_{y}\,^{2}-2sk_{y})} y teniendo en cuenta que {\displaystyle c^{2}+s^{2}=1} y que {\displaystyle k_{x}\;^{2}+k_{y}\;^{2}=1}, se opera, y se obtiene que: {\displaystyle 2sk_{y}=2{\sqrt {(1-c^{2})}}k_{y}=(k_{x}+1)c+(k_{x}+1)=(k_{x}+1)(c+1)} Elevando al cuadrado: {\displaystyle 4k_{y}\;^{2}(1-c^{2})=(k_{x}+1)^{2}(c+1)^{2}} {\displaystyle c^{2}((k_{x}+1)^{2}+4k_{y}\,^{2})+c(2(k_{x}+1)^{2})+((k_{x}+1)^{2}-4k_{y}\,^{2})=0} Esta es una ecuación de segundo grado en {\displaystyle c}, con los coeficientes {\displaystyle A=(k_{x}+1)^{2}+4k_{y}\,^{2}} // {\displaystyle B=2(k_{x}+1)^{2}} // {\displaystyle C=(k_{x}+1)^{2}-4k_{y}\,^{2}} que se resuelve mediante la fórmula: {\displaystyle c={\frac {-B+{\sqrt {B^{2}-4AC}}}{2A}}} (en este caso, la solución correcta es con el signo + de la raíz) Una vez calculado {\displaystyle c}, se tiene que {\displaystyle \alpha ={\text{Arcocos }}c}, y que el punto buscado tiene las coordenadas del segundo vértice {\displaystyle (P)}, que son: {\displaystyle P=(\sin \alpha ,\cos \alpha )} |

En la tabla siguiente se incluye el resultado obtenido a partir de fijar el primer vértice no diametral mediante intervalos de 5 en cinco grados del ángulo {\displaystyle \beta }:
| Coordenadas y dimensiones de los cuadriláteros armónicos diametrales: | Coordenadas y dimensiones de los cuadriláteros armónicos diametrales: | Coordenadas y dimensiones de los cuadriláteros armónicos diametrales: | Coordenadas y dimensiones de los cuadriláteros armónicos diametrales: | Coordenadas y dimensiones de los cuadriláteros armónicos diametrales: | Coordenadas y dimensiones de los cuadriláteros armónicos diametrales: | Coordenadas y dimensiones de los cuadriláteros armónicos diametrales: | Coordenadas y dimensiones de los cuadriláteros armónicos diametrales: | Coordenadas y dimensiones de los cuadriláteros armónicos diametrales: | Coordenadas y dimensiones de los cuadriláteros armónicos diametrales: | Coordenadas y dimensiones de los cuadriláteros armónicos diametrales: | Coordenadas y dimensiones de los cuadriláteros armónicos diametrales: | Coordenadas y dimensiones de los cuadriláteros armónicos diametrales: |
| BETA                                                                  | Kx (cos)                                                              | Ky(sin)                                                               | L (cuerda)                                                            | ALFA                                                                  | x                                                                     | y                                                                     | L1                                                                    | L2                                                                    | ÁREA                                                                  | PERÍMETRO                                                             | Vértice X                                                             | Vértice Y                                                             |
| --------------------------------------------------------------------- | --------------------------------------------------------------------- | --------------------------------------------------------------------- | --------------------------------------------------------------------- | --------------------------------------------------------------------- | --------------------------------------------------------------------- | --------------------------------------------------------------------- | --------------------------------------------------------------------- | --------------------------------------------------------------------- | --------------------------------------------------------------------- | --------------------------------------------------------------------- | --------------------------------------------------------------------- | --------------------------------------------------------------------- |
| 5                                                                     | 0,996195                                                              | 0,087156                                                              | 0,087239                                                              | 170,018966                                                            | -0,984865                                                             | 0,173322                                                              | 0,086908                                                              | 1,992418                                                              | 0,130239                                                              | 4,166565                                                              | -0,992404                                                             | 0,17398                                                               |
| 10                                                                    | 0,984808                                                              | 0,173648                                                              | 0,174311                                                              | 160,15003                                                             | -0,940585                                                             | 0,339558                                                              | 0,171703                                                              | 1,970069                                                              | 0,256603                                                              | 4,316083                                                              | -0,969845                                                             | 0,344678                                                              |
| 15                                                                    | 0,965926                                                              | 0,258819                                                              | 0,261052                                                              | 150,49711                                                             | -0,870331                                                             | 0,492467                                                              | 0,252448                                                              | 1,934079                                                              | 0,375643                                                              | 4,447579                                                              | -0,932993                                                             | 0,508967                                                              |
| 20                                                                    | 0,939693                                                              | 0,34202                                                               | 0,347296                                                              | 141,1492                                                              | -0,778782                                                             | 0,627295                                                              | 0,327527                                                              | 1,886151                                                              | 0,484657                                                              | 4,560974                                                              | -0,882916                                                             | 0,664018                                                              |
| 25                                                                    | 0,906308                                                              | 0,422618                                                              | 0,432879                                                              | 132,176026                                                            | -0,671411                                                             | 0,741086                                                              | 0,395725                                                              | 1,828338                                                              | 0,581852                                                              | 4,656942                                                              | -0,821001                                                             | 0,807412                                                              |
| 30                                                                    | 0,866025                                                              | 0,5                                                                   | 0,517638                                                              | 123,626429                                                            | -0,553776                                                             | 0,832666                                                              | 0,456253                                                              | 1,762825                                                              | 0,666333                                                              | 4,736716                                                              | -0,748873                                                             | 0,937218                                                              |
| 35                                                                    | 0,819152                                                              | 0,573576                                                              | 0,601412                                                              | 115,529137                                                            | -0,43097                                                              | 0,902366                                                              | 0,508712                                                              | 1,691727                                                              | 0,737971                                                              | 4,801851                                                              | -0,668298                                                             | 1,052025                                                              |
| 40                                                                    | 0,766044                                                              | 0,642788                                                              | 0,68404                                                               | 107,895223                                                            | -0,307277                                                             | 0,95162                                                               | 0,553032                                                              | 1,616958                                                              | 0,797204                                                              | 4,854031                                                              | -0,581092                                                             | 1,150941                                                              |
| 45                                                                    | 0,707107                                                              | 0,707107                                                              | 0,765367                                                              | 100,721456                                                            | -0,186035                                                             | 0,982543                                                              | 0,589391                                                              | 1,540152                                                              | 0,844825                                                              | 4,89491                                                               | -0,489042                                                             | 1,233563                                                              |
| 50                                                                    | 0,642788                                                              | 0,766044                                                              | 0,845237                                                              | 93,993857                                                             | -0,06965                                                              | 0,997572                                                              | 0,618136                                                              | 1,462634                                                              | 0,881808                                                              | 4,926007                                                              | -0,393839                                                             | 1,299916                                                              |
| 55                                                                    | 0,573576                                                              | 0,819152                                                              | 0,923497                                                              | 87,690998                                                             | 0,040289                                                              | 0,999188                                                              | 0,639721                                                              | 1,385432                                                              | 0,90917                                                               | 4,948651                                                              | -0,297034                                                             | 1,350386                                                              |
| 60                                                                    | 0,5                                                                   | 0,866025                                                              | 1                                                                     | 81,786789                                                             | 0,142857                                                              | 0,989743                                                              | 0,654654                                                              | 1,309307                                                              | 0,927884                                                              | 4,963961                                                              | -0,2                                                                  | 1,385641                                                              |
| 65                                                                    | 0,422618                                                              | 0,906308                                                              | 1,074599                                                              | 76,25268                                                              | 0,23764                                                               | 0,971353                                                              | 0,663455                                                              | 1,234795                                                              | 0,93883                                                               | 4,972849                                                              | -0,103925                                                             | 1,406556                                                              |
| 70                                                                    | 0,34202                                                               | 0,939693                                                              | 1,147153                                                              | 71,05929                                                              | 0,32459                                                               | 0,945855                                                              | 0,666638                                                              | 1,162248                                                              | 0,942774                                                              | 4,976039                                                              | -0,009805                                                             | 1,414146                                                              |
| 75                                                                    | 0,258819                                                              | 0,965926                                                              | 1,217523                                                              | 66,177552                                                             | 0,403904                                                              | 0,914801                                                              | 0,664692                                                              | 1,091876                                                              | 0,940364                                                              | 4,97409                                                               | 0,08155                                                               | 1,409503                                                              |
| 80                                                                    | 0,173648                                                              | 0,984808                                                              | 1,285575                                                              | 61,579466                                                             | 0,475939                                                              | 0,879478                                                              | 0,658072                                                              | 1,023778                                                              | 0,932143                                                              | 4,967425                                                              | 0,169496                                                              | 1,393751                                                              |
| 85                                                                    | 0,087156                                                              | 0,996195                                                              | 1,35118                                                               | 57,238555                                                             | 0,541142                                                              | 0,840931                                                              | 0,647198                                                              | 0,957974                                                              | 0,918563                                                              | 4,956353                                                              | 0,253544                                                              | 1,368003                                                              |
| 90                                                                    | 0                                                                     | 1                                                                     | 1,414214                                                              | 53,130102                                                             | 0,6                                                                   | 0,8                                                                   | 0,632456                                                              | 0,894427                                                              | 0,9                                                                   | 4,941096                                                              | 0,333333                                                              | 1,333333                                                              |
| 95                                                                    | -0,087156                                                             | 0,996195                                                              | 1,474555                                                              | 49,231243                                                             | 0,653008                                                              | 0,757351                                                              | 0,614194                                                              | 0,833057                                                              | 0,876773                                                              | 4,921806                                                              | 0,408618                                                              | 1,290761                                                              |
| 100                                                                   | -0,173648                                                             | 0,984808                                                              | 1,532089                                                              | 45,520953                                                             | 0,700648                                                              | 0,713507                                                              | 0,592734                                                              | 0,773759                                                              | 0,849157                                                              | 4,898582                                                              | 0,479242                                                              | 1,241231                                                              |
| 105                                                                   | -0,258819                                                             | 0,965926                                                              | 1,586707                                                              | 41,97997                                                              | 0,743379                                                              | 0,668871                                                              | 0,568366                                                              | 0,71641                                                               | 0,817398                                                              | 4,871482                                                              | 0,545123                                                              | 1,185615                                                              |
| 110                                                                   | -0,34202                                                              | 0,939693                                                              | 1,638304                                                              | 38,590685                                                             | 0,781622                                                              | 0,623753                                                              | 0,541357                                                              | 0,660875                                                              | 0,781723                                                              | 4,840537                                                              | 0,606238                                                              | 1,1247                                                                |
| 115                                                                   | -0,422618                                                             | 0,906308                                                              | 1,686783                                                              | 35,337009                                                             | 0,815764                                                              | 0,578385                                                              | 0,511954                                                              | 0,607019                                                              | 0,742346                                                              | 4,805756                                                              | 0,662608                                                              | 1,059198                                                              |
| 120                                                                   | -0,5                                                                  | 0,866025                                                              | 1,732051                                                              | 32,204228                                                             | 0,846154                                                              | 0,532939                                                              | 0,480384                                                              | 0,5547                                                                | 0,699482                                                              | 4,767135                                                              | 0,714286                                                              | 0,989743                                                              |
| 125                                                                   | -0,573576                                                             | 0,819152                                                              | 1,774022                                                              | 29,178863                                                             | 0,873102                                                              | 0,487538                                                              | 0,44686                                                               | 0,503782                                                              | 0,653345                                                              | 4,724663                                                              | 0,761346                                                              | 0,916899                                                              |
| 130                                                                   | -0,642788                                                             | 0,766044                                                              | 1,812616                                                              | 26,248536                                                             | 0,896884                                                              | 0,442266                                                              | 0,411579                                                              | 0,454128                                                              | 0,604155                                                              | 4,678323                                                              | 0,80388                                                               | 0,841163                                                              |
| 135                                                                   | -0,707107                                                             | 0,707107                                                              | 1,847759                                                              | 23,401839                                                             | 0,917742                                                              | 0,397177                                                              | 0,374731                                                              | 0,405606                                                              | 0,552142                                                              | 4,628096                                                              | 0,841983                                                              | 0,762974                                                              |
| 140                                                                   | -0,766044                                                             | 0,642788                                                              | 1,879385                                                              | 20,62821                                                              | 0,935886                                                              | 0,352302                                                              | 0,336493                                                              | 0,358089                                                              | 0,497545                                                              | 4,573968                                                              | 0,875755                                                              | 0,682719                                                              |
| 145                                                                   | -0,819152                                                             | 0,573576                                                              | 1,907434                                                              | 17,917822                                                             | 0,951499                                                              | 0,307653                                                              | 0,297037                                                              | 0,311452                                                              | 0,440615                                                              | 4,515923                                                              | 0,905294                                                              | 0,600737                                                              |
| 150                                                                   | -0,866025                                                             | 0,5                                                                   | 1,931852                                                              | 15,26148                                                              | 0,964735                                                              | 0,263225                                                              | 0,256527                                                              | 0,265576                                                              | 0,381612                                                              | 4,453955                                                              | 0,930691                                                              | 0,517327                                                              |
| 155                                                                   | -0,906308                                                             | 0,422618                                                              | 1,952592                                                              | 12,650524                                                             | 0,975724                                                              | 0,219004                                                              | 0,215122                                                              | 0,220345                                                              | 0,320811                                                              | 4,388059                                                              | 0,95203                                                               | 0,432755                                                              |
| 160                                                                   | -0,939693                                                             | 0,34202                                                               | 1,969616                                                              | 10,076738                                                             | 0,984574                                                              | 0,174967                                                              | 0,172977                                                              | 0,175646                                                              | 0,258494                                                              | 4,318238                                                              | 0,969385                                                              | 0,347256                                                              |
| 165                                                                   | -0,965926                                                             | 0,258819                                                              | 1,98289                                                               | 7,532266                                                              | 0,991371                                                              | 0,131084                                                              | 0,130244                                                              | 0,131368                                                              | 0,194952                                                              | 4,244502                                                              | 0,982817                                                              | 0,261043                                                              |
| 170                                                                   | -0,984808                                                             | 0,173648                                                              | 1,992389                                                              | 5,009537                                                              | 0,99618                                                               | 0,087322                                                              | 0,087072                                                              | 0,087405                                                              | 0,130485                                                              | 4,166867                                                              | 0,992375                                                              | 0,17431                                                               |
| 175                                                                   | -0,996195                                                             | 0,087156                                                              | 1,998096                                                              | 2,50119                                                               | 0,999047                                                              | 0,04364                                                               | 0,043609                                                              | 0,043651                                                              | 0,065398                                                              | 4,085356                                                              | 0,998096                                                              | 0,087239                                                              |
| 70,52877937                                                           | 0,333333                                                              | 0,942809                                                              | 1,154701                                                              | 70,528779                                                             | 0,333333                                                              | 0,942809                                                              | 0,666667                                                              | 1,154701                                                              | 0,942809                                                              | 4,976068                                                              | 0                                                                     | 1,414214                                                              |

Construcción general de un cuadrilátero armónico diametral

En esta tabla, además de las coordenadas de los puntos del cuadrilátero, se han incluido sus áreas y perímetros. Se puede comprobar que tanto el área como el perímetro máximos corresponden a la solución simétrica (incluida en la última fila de la tabla).
También aparecen las coordenadas de los vértices (X, Y), resultantes de la intersección de prolongar los dos lados adyacentes al diámetro. Se comprueba que todos estos vértices se sitúan sobre una elipse, cuyo centro coincide con el de la circunferencia, el semieje menor mide 1 y coincide con uno de los radios del diámetro que forma parte de los cuadriláteros, y cuyo semieje mayor vale {\displaystyle {\sqrt {2}}=1,414214...}.
En consecuencia:
| Al trazar desde un punto cualquiera de la elipse dos segmentos hasta los extremos del diámetro base, al cortarse con la circunferencia se generan los otros dos vértices de un cuadrilátero armónico diametral |

### Cuadrilátero armónico diametral ortogonal

Cuadrilátero armónico diametral ortogonal: el lado inferior es un diámetro, uno de los lados azules termina en el extremo de un radio perpendicular al lado diámetral, y el producto de las longitudes de los lados verdes es igual a la de los lados azules

Partiendo de una circunferencia de radio 1, se tiene que la longitud del lado más largo del cuadrilátero coincide con la de un diámetro, y por lo tanto vale 2. El segundo lado conecta uno de los extremos del lado anterior con el extremo de un radio perpendicular al diámetro en cuestión. Las dimensiones de los dos lados restantes del cuadrilátero se calculan determinando el ángulo {\displaystyle \alpha } que haga que se igualen los productos de las longitudes opuestas, es decir:
{\displaystyle {\sqrt {2}}*{\sqrt {(1-\cos \alpha )^{2}+\sin \alpha ^{2}}}=2*{\sqrt {\cos \alpha ^{2}+(1-\sin \alpha )^{2}}}}
elevando al cuadrado ambos lados de la ecuación y operando la expresión resultante se llega a:
{\displaystyle 2(1+\cos \alpha ^{2}-2\cos \alpha +\sin \alpha ^{2})=4(\cos \alpha ^{2}+1+\sin \alpha ^{2}-2\sin \alpha )}
de donde se obtiene que 
{\displaystyle \cos \alpha =1-2(1-\sin \alpha )=2\sin \alpha -1}
elevando ambos términos al cuadrado, se tiene que
{\displaystyle \cos \alpha ^{2}=(2\sin \alpha -1)^{2}}
{\displaystyle 1-\sin \alpha ^{2}=4\sin \alpha ^{2}-4\sin \alpha +1}
{\displaystyle 5\sin \alpha ^{2}-4\sin \alpha =0}; y entonces {\displaystyle 5\sin \alpha -4=0}
de donde
{\displaystyle \sin \alpha =4/5=0.8}, y {\displaystyle \alpha ={\text{Arcosin}}(0.8)=53.13010235...{\text{°}}}
A partir de este ángulo, se tiene que {\displaystyle \cos \alpha =0.6}, y entonces:
- {\displaystyle {\text{Lado opuesto al diámetro}}={\sqrt {\cos \alpha ^{2}+(1-\sin \alpha )^{2}}}={\sqrt {0.6^{2}+0.2^{2}}}={\sqrt {0.4}}=0.632455532...}
- {\displaystyle {\text{Cuarto lado}}={\sqrt {(1-\cos \alpha )^{2}+\sin \alpha ^{2}}}={\sqrt {0.8^{2}+0.4^{2}}}={\sqrt {0.8}}=0.89442719...}

### Cuadrilátero armónico diametral simétrico

Cuadrilátero armónico diametral simétrico: el lado inferior es un diámetro, los dos lados azules son de igual longitud, y el producto de las longitudes de los lados verdes es igual a la de los lados azules

Partiendo de una circunferencia de radio 1, se tiene que la longitud del lado más largo del cuadrilátero coincide con la de un diámetro, y por lo tanto vale 2. Las dimensiones de los otros tres lados del cuadrilátero se calculan determinando el ángulo {\displaystyle \alpha } que haga que se igualen los productos de las longitudes opuestas, es decir:
{\displaystyle 2*2\cos \alpha ={\Big (}{\sqrt {(1-\cos \alpha )^{2}+\sin \alpha ^{2}}}{\Big )}^{2}}
operando esta expresión se llega a:
{\displaystyle 4\cos \alpha =2-2\cos \alpha }
de donde se obtiene que 
{\displaystyle \cos \alpha =1/3}, y {\displaystyle \alpha ={\text{Arcocos}}(1/3)=70.52877937...{\text{°}}}
A partir de este ángulo, se tiene que:
- {\displaystyle {\text{Lado superior}}=2\cos \alpha =2*1/3=0.6666666}
- {\displaystyle {\text{Lados laterales}}={\sqrt {(1-\cos \alpha )^{2}+\sin \alpha ^{2}}}={\sqrt {0.444444+0.8888888}}=2{\frac {\sqrt {3}}{3}}=1.154700538...}

## Lecturas relacionadas
- Gallatly, W. "The Harmonic Quadrilateral." §124 in The Modern Geometry of the Triangle, 2nd ed. London: Hodgson, pp. 90 and 92, 1913.

- Datos: Q12094381